# Obiectivul de Dezvoltare Durabilă 13 al Uniunii Europene
ODD 13 - Acțiune climatică urmărește să obțină o lume neutră din punct de vedere climatic până la mijlocul secolului și să limiteze încălzirea globală la mult sub 2°C – cu un obiectiv de 1,5°C – în comparație cu perioada preindustrială, propunându-și să consolideze rezistența la schimbările climatice și capacitatea de adaptare a țărilor, cu un accent special pe sprijinirea țărilor cel mai puțin dezvoltate.
Schimbările climatice cresc temperatura globală a aerului și oceanelor, modifică tiparele precipitațiilor, ridică nivelul mediu global al mărilor, provoacă fenomene meteorologice extreme, dăunează biodiversității și crește aciditatea oceanelor. Impactul lor amenință viabilitatea sistemelor sociale, de mediu și economice și pot face unele regiuni mai puțin locuibile din cauza deficitului de alimente și apă. Monitorizarea ODD 13 în contextul UE se concentrează pe atenuarea schimbărilor climatice, impactul asupra climei și inițiativele de sprijinire a acțiunii climatice. Pe măsură ce temperaturile la suprafață cresc, UE se confruntă cu un impact sporit asupra climei și cu pierderi economice din cauza evenimentelor legate de climă, care au crescut în ultimii ani. Deși emisiile nete de gaze cu efect de seră (GES) au revenit parțial în 2021, după ce au scăzut în perioada de vârf a pandemiei de COVID-19 în 2020, acestea au rămas sub nivelurile din 2019. Cu toate acestea, vor fi încă necesare eforturi suplimentare pentru a atinge obiectivul ambițios de reducere a emisiilor nete de GES cu 55% până în 2030. Aceste eforturi suplimentare sunt deja prevăzute în pachetul Fit for 55, cu o revizuire a sistemului UE de comercializare a certificatelor de emisii și a regulamentului privind partajarea eforturilor care stabilește obiective anuale obligatorii de emisii de GES pentru statele membre. Ținta pentru 2030 include eliminările nete de GES din utilizarea terenurilor, schimbarea utilizării terenurilor și silvicultură, care au continuat să scadă și, prin urmare, au contribuit mai puțin la progresul către ținta netă de GES. Ponderea surselor regenerabile a continuat să crească în UE, dar vor fi necesare progrese mai puternice pentru a îndeplini noul obiectiv mai ambițios pentru 2030. Mai multe administrații locale și regionale s-au alăturat inițiativei Convenția Primarilor privind Clima și Energia Arhivat în 22 august 2023, la Wayback Machine. pentru implementarea acțiunilor de atenuare și adaptare. S-au înregistrat progrese semnificative și în ceea ce privește sprijinul financiar, cheltuielile legate de climă pentru țările în curs de dezvoltare fiind acoperite.

## Indicatori care măsoară progresul către ODD13, UE
| Indicator | Perioadă                                                                     | Rata anuală de creștere                                                      | Tendință                                                                     | Observații                       |
| Atenuarea schimbărilor climatice                                                                                   | Atenuarea schimbărilor climatice                                             | Atenuarea schimbărilor climatice                                             | Atenuarea schimbărilor climatice                                             | Atenuarea schimbărilor climatice |
| --- | ---------------------------------------------------------------------------- | ---------------------------------------------------------------------------- | ---------------------------------------------------------------------------- | -------------------------------- |
| Emisii nete de gaze cu efect de seră                                                                               | 2006–2021                                                                    | constatat: –1,7%                                                             | ▼                                                                            | ODD 13                           |
| Emisii nete de gaze cu efect de seră                                                                               | 2006–2021                                                                    | necesar: –2,9%[1]                                                            | ▼                                                                            | ODD 13                           |
| Emisii nete de gaze cu efect de seră                                                                               | 2016–2021                                                                    | constatat: –1,8%                                                             | ▼                                                                            | ODD 13                           |
| Emisii nete de gaze cu efect de seră                                                                               | 2016–2021                                                                    | necesar: -3,8%[1]                                                            | ▼                                                                            | ODD 13                           |
| Emisii nete de gaze cu efect de seră din utilizarea terenurilor, schimbarea utilizării terenurilor și silvicultură | 2006–2021                                                                    | constatat: 3,0%                                                              | ▼                                                                            | ODD 13                           |
| Emisii nete de gaze cu efect de seră din utilizarea terenurilor, schimbarea utilizării terenurilor și silvicultură | 2006–2021                                                                    | necesar: 0,3%[2]                                                             | ▼                                                                            | ODD 13                           |
| Emisii nete de gaze cu efect de seră din utilizarea terenurilor, schimbarea utilizării terenurilor și silvicultură | 2016–2021                                                                    | constatat: 6,5%                                                              | ▼                                                                            | ODD 13                           |
| Emisii nete de gaze cu efect de seră din utilizarea terenurilor, schimbarea utilizării terenurilor și silvicultură | 2016–2021                                                                    | necesar: –0,3%[2]                                                            | ▼                                                                            | ODD 13                           |
| Ponderea energiei regenerabile în consumul final brut de energie[*]                                                | 2006–2021                                                                    | constatat: 4,8%                                                              | ▲                                                                            | ODD 7                            |
| Ponderea energiei regenerabile în consumul final brut de energie[*]                                                | 2006–2021                                                                    | necesar: 5,9%[3]                                                             | ▲                                                                            | ODD 7                            |
| Ponderea energiei regenerabile în consumul final brut de energie[*]                                                | 2016–2021                                                                    | constatat: 3,9%                                                              | ▲                                                                            | ODD 7                            |
| Ponderea energiei regenerabile în consumul final brut de energie[*]                                                | 2016–2021                                                                    | necesar: 6,3%[3]                                                             | ▲                                                                            | ODD 7                            |
| Emisii medii de CO2 de la autoturismele noi[*]                                                                     | evaluarea nu este posibilă din cauza întreruperii seriilor temporale în 2021 | evaluarea nu este posibilă din cauza întreruperii seriilor temporale în 2021 | evaluarea nu este posibilă din cauza întreruperii seriilor temporale în 2021 | ODD 12                           |
| Impactul climatic și adaptarea                                                                                     |                                                                              |                                                                              |                                                                              |                                  |
| Pierderi economice legate de climă                                                                                 | 2009–2021                                                                    | 2,6%                                                                         | ▼                                                                            | ODD 13                           |
| Pierderi economice legate de climă                                                                                 | 2016–2021                                                                    | 4,6%                                                                         | ▼                                                                            | ODD 13                           |
| Populația acoperită de semnatarii Convenției Primarilor privind Clima și Energia                                   | 2010–2022                                                                    | 6,7%                                                                         | ▲                                                                            | ODD 13                           |
| Populația acoperită de semnatarii Convenției Primarilor privind Clima și Energia                                   | 2017–2022                                                                    | 1,8%                                                                         | ▲                                                                            | ODD 13                           |
| Finanțarea acțiunii climatice                                                                                      |                                                                              |                                                                              |                                                                              |                                  |
| Contribuția la angajamentul internațional de 100 miliarde USD privind cheltuielile legate de climă                 | serie temporală prea scurtă pentru evaluarea pe termen lung                  | serie temporală prea scurtă pentru evaluarea pe termen lung                  | serie temporală prea scurtă pentru evaluarea pe termen lung                  | ODD 13                           |
| Contribuția la angajamentul internațional de 100 miliarde USD privind cheltuielile legate de climă                 | 2016–2021                                                                    | 3,9%                                                                         | ▲                                                                            | ODD 13                           |

Note:

Pentru indicatorii fără țintă sunt prezentate ratele de creștere constatate pe perioadele specificate. Pentru indicatorii cu o țintă UE cuantificată (), sunt prezentate atât ratele de creștere constatate, cât și ratele de creștere care ar fi fost necesare în perioadele specificate pentru îndeplinirea obiectivului

[*] indicator multifuncțional

[1] evaluare în raport cu obiectivul de reducere a emisiilor nete de 55% pentru 2030. Evaluarea se bazează pe progresele trecute și nu pe proiecțiile emisiilor viitoare bazate pe legislația planificată și măsurile de politică

[2] evaluare în raport cu obiectivul de 310 Mt echivalent CO2 pentru 2030. Eliminările de carbon în 2006 erau deja peste valoarea țintă, dar au scăzut cu o rată mai mare decât ceea ce ar fi permis să rămână peste acest nivel

[3] evaluare în raport cu noul obiectiv de creștere a ponderii surselor regenerabile la 42,5% până în 2030, convenit în martie 2023

## Prezentare generală

### Atenuarea schimbărilor climatice
Atenuarea climei urmărește reducerea emisiilor de gaze cu efect de seră (GES) care dăunează climei, care provin din activitatea umană, prin măsuri precum promovarea tehnologiilor și practicilor cu emisii reduse de carbon sau încurajarea gestionării durabile a pădurilor și a utilizării terenurilor care sporesc eliminările de carbon. UE a stabilit prin lege un obiectiv de a atinge neutralitatea climatică fără emisii nete de GES până în 2050. Aceasta înseamnă reducerea cât mai mult posibil a emisiilor de GES, compensând în același timp emisiile reziduale prin eliminarea dioxidului de carbon (CO2), de exemplu prin rezervoare naturale de carbon și prin utilizarea tehnologii de îndepărtare a carbonului. În drumul spre ținta pentru 2050, UE s-a angajat să reducă emisiile nete de GES cu cel puțin 55% până în 2030, comparativ cu nivelurile din 1990.
Emisiile de GES continuă să scadă comparativ cu nivelurile dinainte de pandemie, dar rămân multe de făcut pentru a atinge obiectivul pentru 2030
Estimările privind emisiile nete de GES, care includ eliminările nete din utilizarea terenurilor și silvicultură, sugerează că UE a realizat o reducere de aproape 30% între 1990 și 2021. Aceasta înseamnă că în următorii nouă ani, emisiile vor trebui să scadă mult mai repede dacă UE dorește să-și atingă obiectivul de reducere a emisiilor nete de GES la 55% până în 2030.
O mare parte a reducerilor de emisii ale UE din 1990 au avut loc între 2006 și 2021, emisiile nete scăzând cu 23,0%. Tendința pe termen scurt a fost mai puțin clară, înregistrând atât creșteri, cât și scăderi. Emisiile nete de GES au crescut ușor între 2014 și 2017, dar au scăzut din nou între 2017 și 2020. O reducere remarcabilă de 10,6% a avut loc în 2020, care poate fi atribuită în principal măsurilor luate ca răspuns la pandemia de COVID-19 și reducerea aferentă a consumului de energie. Cu toate acestea, emisiile nete de GES au revenit parțial în 2021, cu o creștere de 6,0% față de 2020. În general, emisiile nete din UE au scăzut cu 8,9% între 2016 și 2021. Estimările emisiilor de GES pentru primele trei trimestre ale anului 2022 sugerează că emisiile de GES au rămas sub nivelurile pre-pandemie. Cu toate acestea, există încă incertitudine cu privire la impactul invaziei Rusiei asupra Ucrainei și a crizei energetice rezultate asupra emisiilor de GES ale UE (vezi ODD 7 „Energie curată și accesibilă”).
Emisiile per locuitor au scăzut odată cu reducerea totală a emisiilor nete de GES
În UE, emisiile nete de GES per locuitor au variat între 0,9 și 16,9 tone echivalent CO2 în 2021. Luxemburg a depășit cu mult emisiile per locuitor față de alte state membre, ceea ce poate fi parțial atribuit unui număr considerabil mai mare de navetiști și traficului de tranzit. Comparativ cu 2016, emisiile nete de GES per locuitor au scăzut în toate statele membre, cu excepția a șapte. Letonia a raportat cea mai puternică creștere a emisiilor nete per locuitor, de 41,7%, în principal ca urmare a reducerii eliminării carbonului de către terenurile forestiere. Finlanda și Lituania au înregistrat, de asemenea, o creștere a emisiilor nete cu peste 10% între 2016 și 2021. Suedia a raportat cea mai puternică reducere dintre statele membre, de 50,0%, urmată de Slovenia cu 28,9%.
Amprenta medie de carbon, care se referă la emisiile de CO2 din consum, diferă semnificativ între oameni în funcție de veniturile lor. Datele World Inequality Database arată că, în 2020, amprenta de carbon a celor mai bogați 10% din populația UE a fost de cinci ori mai mare decât a celor mai săraci 50%. Această inegalitate a fost cea mai mică în Malta (3,9 ori) și Țările de Jos (4,0) și cea mai mare în Luxemburg (7,1), România (6,5) și Austria (6,3).
Ratele de eliminare a carbonului rămân pe o tendință descendentă
Eliminările nete de GES provin din utilizarea terenurilor și silvicultură, sector care este denumit „utilizarea terenurilor, schimbarea utilizării terenurilor și silvicultură” (Land Use, Land Use Change and Forestry - LULUCF) conform clasificării Grupului Interguvernamental pentru Schimbări Climatice (Intergovernmental Panel on Climate Change - IPCC). În acest sector, pădurile elimină CO2 din atmosferă (deoarece copacii captează CO2 prin fotosinteză), care de obicei compensează emisiile din utilizarea terenurilor (de exemplu, cele din utilizarea îngrășămintelor) și schimbarea utilizării terenului (de exemplu, atunci când pășunile sunt convertite în terenuri agricole).
În UE, eliminările nete de GES din utilizarea terenurilor și silvicultură au scăzut cu 0,6% între 1990 și 2021. În timp ce eliminările de carbon din terenurile forestiere au crescut în prima jumătate a perioadei, tendința s-a inversat între 2006 și 2021, eliminările nete de pe toate tipurile de terenuri înregistrând o reducere de 36,4%. Cea mai mare scădere a avut loc în ultimii cinci ani ai acestei perioade, când eliminările nete au scăzut cu 28,7%. Datorită scăderii mari a emisiilor totale de GES, eliminările nete au compensat în continuare 6,0% din emisii în 2021, deși aceasta este o pondere mai mică comparativ cu anii precedenți. În valoare absolută, eliminările nete s-au ridicat la 211,8 Mt echivalent CO2 în 2021, cu mult sub ținta UE de eliminare netă a carbonului pentru utilizarea terenurilor și silvicultură de cel puțin 310 Mt echivalent CO2 până în 2030.
Emisiile asociate cu consumul de energie au scăzut datorită reducerii consumului de energie și creșterii utilizării surselor regenerabile
O defalcare sectorială a anilor 1990 și 2021 arată că toate sectoarele economiei și-au redus emisiile de GES în această perioadă, cu excepția transporturilor. Arderea combustibilului în industriile energetice – care acoperă generarea de electricitate și energie termică centralizată – a înregistrat cea mai puternică reducere. Acest lucru s-a datorat unei scăderi generale a consumului de energie și unei ponderi tot mai mari a surselor de energie regenerabilă, care a atins 37,5% din consumul de energie electrică în 2021. Ca urmare a acestor evoluții, arderea combustibililor de către utilizatorii de energie (excluzând transportul) a înlocuit industriile energetice ca cea mai mare sursă de emisii în 2020 și a rămas cel mai mare sector cu emisii, cu 27,4% din totalul emisiilor de GES în 2021.
Motorul acestei creșteri a arderii combustibililor de către utilizatorii de energie a fost creșterea cu 2,3% a consumului de combustibili fosili în clădiri între 2016 și 2021, deși ponderea surselor regenerabile în încălzire și răcire a crescut cu 2,5 puncte procentuale în aceeași perioadă, pentru a ajunge la 22,9% în 2021. Emisiile din transporturi au scăzut cu 8,9% între 2016 și 2021, ca urmare a reducerii utilizării combustibililor fosili, alături de o creștere a consumului de combustibili regenerabili. În total, energia regenerabilă a contribuit cu 21,8% din consumul final brut de energie al UE în 2021. Deși aceasta reprezentat o creștere de 3,8 puncte procentuale între 2016 și 2021, se pare că sunt necesare progrese mai puternice pentru a ajunge la o pondere de 42,5% a surselor regenerabile în consumul de energie până în 2030.
Emisiile medii de CO2 pe km de la autovehiculele noi au scăzut în ultimul deceniu
Autoturismele sunt responsabile pentru o parte considerabilă din totalul emisiilor de GES ale UE. Pentru a reduce aceste emisii, UE a stabilit obiective pentru emisiile medii la nivelul întregii flote de autoturisme noi. Pentru noul parc auto al fiecărui producător, a fost stabilit un obiectiv specific obligatoriu de emisii pe baza masei medii a noilor sale vehicule, astfel încât obiectivul general pentru emisiile medii ale flotei UE să fie atins.
Între 2007 și 2020, datele privind emisiile medii de CO2 pe km de la autoturismele noi au fost colectate pe baza procedurii Noul Ciclu de Conducere European (New European Driving Cycle - NEDC). În 2021, metoda de colectare a datelor a fost schimbată la Procedura armonizată mondială de testare a vehiculelor ușoare (World Harmonized Light-Vehicle Test Procedure - WLTP), care este mai reprezentativă pentru emisiile din trafic ale unui autovehicul și duce la valori de emisie mai mari decât NEDC. Pentru a se asigura că obiectivele producătorilor sunt la fel de stricte, acestea au fost, de asemenea, convertite în valori bazate pe WLTP.
Datele culese conform NEDC arată că emisiile medii de CO2 pe km de la autoturismele noi înmatriculate în UE au scăzut aproape continuu între 2007 și 2020, ajungând la 107,9 g/km în 2020, ceea ce reprezintă o reducere cu 9,4% față de 2015. Noile date colectate conform WLTP arată că emisiile medii de CO2 pe km de la autoturismele noi au fost de 116,3 g/km în 2021.

### Impactul climatic și adaptarea
Creșterea concentrațiilor de emisii de CO și ale altor două gaze cu efect de seră duce la încălzirea globală și creșterea acidității oceanelor. Ca o consecință a emisiilor antropice globale de GES, deceniul 2012-2021 a fost cel mai cald înregistrat, cu o creștere medie globală a temperaturii aproape de suprafață de 1,11–1,14°C comparativ cu nivelul preindustrial. Aceasta înseamnă că mai mult de jumătate din încălzirea către limita globală de 2°C stipulată în Acordul de la Paris deja s-a produs. Temperatura medie anuală de pe continentul european a crescut cu și mai mult, cu 1,94–1,99°C în acest deceniu.
Impactul asupra climei este o consecință a creșterii temperaturilor și a intensității și densității aferente evenimentelor extreme care afectează sistemele de mediu, sociale și economice. Monitorizarea ODD de către UE se concentrează pe costurile economice care decurg din evenimentele extreme legate de vreme și climă. Pentru a minimiza impactul, țările iau măsuri pentru a se adapta la schimbările climatice prin introducerea de măsuri precum protecția împotriva inundațiilor, practici agricole adaptate și managementul pădurilor și sisteme de drenaj urban durabil. Adaptarea la climă este, de asemenea, pe deplin integrată în inițiativa Convenția Primarilor privind Clima și Energia Arhivat în 22 august 2023, la Wayback Machine., care acoperă mii de orașe din Europa și din întreaga lume, cu scopul de a mobiliza administrațiile locale și regionale să își asume angajamente voluntare, dar ambițioase, de atenuare și adaptare la climă.
Pierderile economice din cauza evenimentelor extreme legate de vreme și climă au fost considerabile în ultimele decenii
Studiile au arătat că diversele evenimente extreme legate de vreme și climă din Europa și din lume au devenit mai severe și mai frecvente ca urmare a schimbărilor climatice la nivel global. Impactul rezultat asupra sistemelor umane și ecosistemelor a condus la pierderi măsurabile pentru economii și mijloacele de trai ale oamenilor. Pierderile economice raportate reflectă, în general, daune directe monetizate asupra anumitor active și, ca atare, sunt doar estimări parțiale ale daunelor totale. Acestea nu iau în considerare pierderile legate de mortalitate și sănătate, moștenirea culturală sau serviciile ecosistemice, ceea ce ar crește considerabil estimarea.
În perioada 1980-2021, pierderile legate de vreme și climă au reprezentat un total de 559,8 miliarde euro. Anul 2021 a marcat un nou record negativ, cu pierderi economice legate de climă de 56,6 miliarde euro, dintre care majoritatea (43,2 miliarde euro) au fost cauzate de evenimente hidrologice. Cu toate acestea, pierderile înregistrate variază substanțial în timp: aproximativ 57% din pierderile totale au fost cauzate de doar 5% din evenimentele extreme unice. Această variabilitate face dificilă analiza tendințelor istorice. Cu toate acestea, o privire mai atentă a unei medii mobile pe 30 de ani arată o creștere aproape constantă a pierderilor economice anuale legate de climă, de la 11,1 miliarde euro în 2009 la 15,2 miliarde euro în 2021, ceea ce corespunde unei creșteri de 36,5%. Cele mai dezastruase evenimente climatice extreme din perioada 1980-2021 au inclus furtuna Lothar din 1999 și inundația din 2000 în Franța și Italia, inundațiile din 2002 în Europa Centrală și inundațiile severe din Germania, Țările de Jos, Belgia și Luxemburg în iulie 2021.
Un număr tot mai mare de autorități publice locale se angajează să acționeze în ceea ce privește protecția și adaptarea la climă
Comunitățile joacă un rol vital în implementarea acțiunilor de atenuare și adaptare la schimbările climatice. În acest context, UE sprijină Convenția Primarilor privind Clima și Energia Arhivat în 22 august 2023, la Wayback Machine., organism înființat în 2008 și care este una dintre inițiativele emblematice ale UE în domeniul climei. Convenția Primarilor mobilizează autoritățile publice locale și regionale să își asume angajamente voluntare, dar ambițioase, care să contribuie la reducerea emisiilor în și în afara UE și la creșterea rezilienței la impactul climatic. Deși inițial s-a concentrat doar pe măsurile de atenuare, începând cu 2015, Convenția Primarilor privind Clima și Energia s-a concentrat în mod explicit pe măsurile de atenuare și adaptare.
În 2022, semnatarii Convenției Primarilor (CoM) au acoperit 196 milioane persoane din UE, reprezentând aproximativ 44% din populația UE. Din 2010, populația acoperită de semnatarii CoM a crescut aproape constant. În 13 state membre UE, semnatarii CoM reprezentau mai mult de jumătate din populație în 2022. Cea mai mare pondere a fost raportată de Belgia, cu aproape 95% din populație, urmată de Spania și Italia cu puțin peste 75% fiecare.
În paralel, până la 7 martie 2023, 284 de regiuni și autorități locale din țările UE (301, dacă se includ țările partenere Orizont) s-au înscris pentru a participa la Misiunea Orizont Europa privind adaptarea la schimbările climatice. Misiunea va ajuta aceste regiuni și autorități locale să înțeleagă, să se pregătească și să gestioneze mai bine riscurile climatice, precum și să dezvolte soluții inovatoare pentru a construi reziliența la schimbările climatice.

### Finanțarea acțiunilor climatice
Ca parte a tranziției către neutralitatea climatică, UE se străduiește să redirecționeze investițiile publice și private către domenii în care vor sprijini acest obiectiv. Din acest motiv, UE a adoptat taxonomia UE ca sistem de clasificare pentru activitățile economice durabile și un standard european de obligațiuni verzi ca „standard de aur” voluntar pentru piața obligațiunilor verzi. La nivelul UE, atenuarea și adaptarea la schimbările climatice au fost integrate în toate programele majore de cheltuieli, iar UE s-a angajat, de asemenea, să sprijine acțiunile internaționale în domeniul schimbărilor climatice.
Contribuția UE la finanțarea schimbărilor climatice pentru țările în curs de dezvoltare a crescut din 2014
Pe lângă investițiile în acțiunile climatice în interiorul granițelor sale, UE și statele sale membre s-au angajat să strângă fonduri pentru combaterea schimbărilor climatice și pentru adaptarea la impactul climatic în țările în curs de dezvoltare, ca parte la angajamentul luat de țările dezvoltate ale lumii de a mobiliza în comun 100 de miliarde USD pe an până în 2025 utilizând o mare varietate de surse, instrumente și canale.
Contribuțiile totale din finanțele publice ale UE (ale tuturor celor 27 de state membre, precum și ale instituțiilor UE) au crescut de la aproximativ 12,9 miliarde euro în 2014 la 23,4 miliarde euro în 2020. În 2021, contribuția s-a ridicat la 23,0 miliarde euro. Cei mai mari doi contributori în perioada respectivă au fost Germania și Franța. Banca Europeană de Investiții (BEI) și Comisia Europeană au fost al treilea și, respectiv, al patrulea cel mai mare donator în 2021. În 2020, UE, statele sale membre și BEI au fost împreună cei mai mari contributori din întreaga lume ai finanțării publice pentru schimbările climatice în țările în curs de dezvoltare. Este important de menționat că, din cauza unei schimbări metodologice, datele din 2020 nu sunt direct comparabile cu cele din anii anteriori, deoarece datele recente se bazează doar pe angajamente, atât pentru finanțarea bilaterală, cât și pentru cea multilaterală.

## Prezentarea principalilor indicatori

### Emisii nete de gaze cu efect de seră

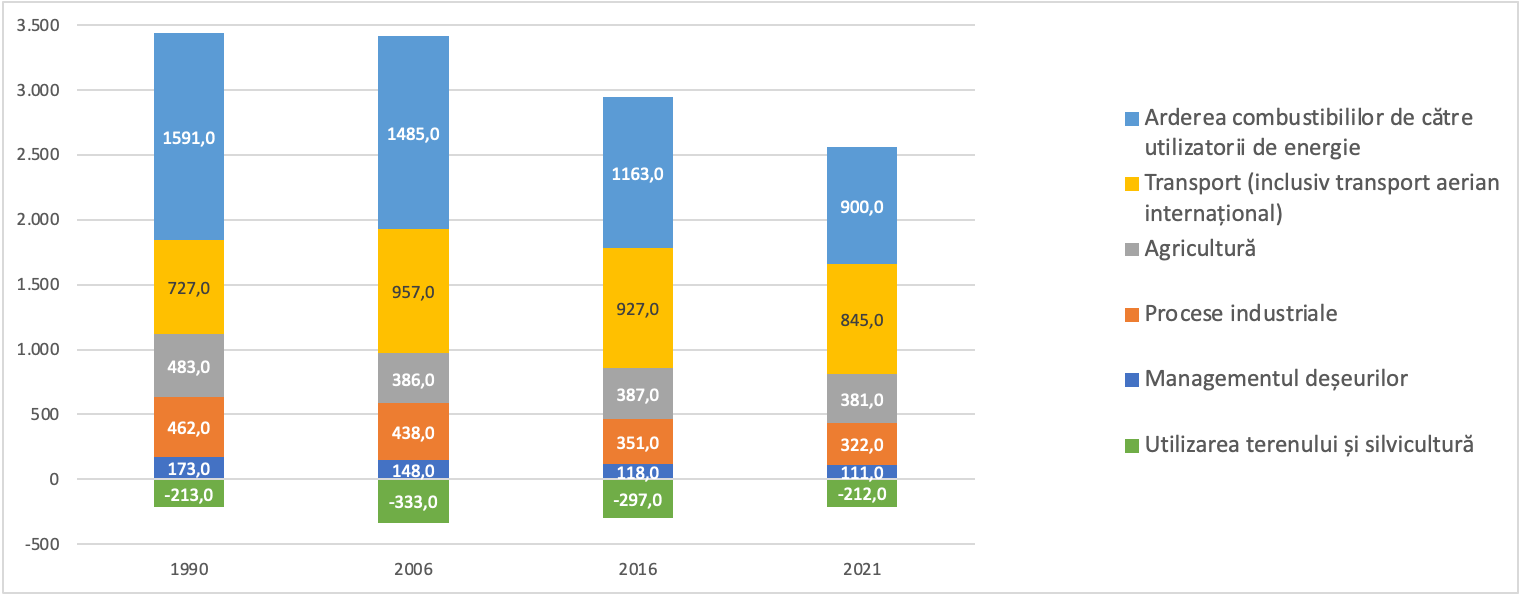
Emisii și eliminări de gaze cu efect de seră, pe sector, UE, 1990, 2006, 2016 și 2021
(milioane de tone echivalent CO_{2})
Sursa: Eurostat (online data code: env_air_gge)

Acest indicator măsoară emisiile de gaze cu efect de seră (GES) produse de om, precum și eliminările de carbon pe teritoriul UE. Acestea sunt integrate într-un singur indicator — emisii nete de GES — exprimate în unități de echivalent CO2 pe baza potențialului de încălzire globală (Global Warming Potential - GWP) al fiecărui gaz. În prezent, eliminările de carbon sunt contabilizate numai în sectorul utilizării terenurilor, schimbării utilizării terenurilor și silvicultură (Land Use, Land Use Change and Forestry - LULUCF). Emisiile nete de GES prezentate includ transportul aerian internațional, CO2 indirect și eliminările naturale de carbon din LULUCF. Indicatorul se referă la emisiile de GES pe teritoriul UE. Emisiile de GES provenite din producția de bunuri importate și consumate în UE sunt contorizate în țara de export, urmând regulile stabilite de Convenția-cadru a Națiunilor Unite privind schimbările climatice (United Nations Framework Convention on Climate Change - UNFCCC). Datele privind emisiile și eliminările, cunoscute sub denumirea de „inventare de GES”, sunt transmise anual de către statele membre UE și UNFCCC. Agenția Europeană de Mediu compilează datele agregate ale UE și publică date pentru UE și pentru toate statele membre. Eurostat republică datele AEM.
| Loc | Țară              | 1990  | 1991   | 1992  | 1993  | 1994  | 1995  | 1996  | 1997  | 1998   | 1999  | 2000  | 2001  | 2002 | 2003 | 2004 | 2005 | 2006 | 2007 | 2008  | 2009  | 2010  | 2011   | 2012   | 2013 | 2014  | 2015   | 2016 | 2017   | 2018   | 2019    | 2020   | 2021    |
|     |                   |       |        |       |       |       |       |       |       |        |       |       |       |      |      |      |      |      |      |       |       |       |        |        |      |       |        |      |        |        |         |        |         |
| --- | ----------------- | ----- | ------ | ----- | ----- | ----- | ----- | ----- | ----- | ------ | ----- | ----- | ----- | ---- | ---- | ---- | ---- | ---- | ---- | ----- | ----- | ----- | ------ | ------ | ---- | ----- | ------ | ---- | ------ | ------ | ------- | ------ | ------- |
| -   | Uniunea Europeană | 11,3  | 10,7 b | 10,4  | 10,2  | 10,1  | 10,2  | 10,3  | 10,2  | 10,0 b | 9,8   | 9,9 b | 9,9 b | 9,9  | 10,0 | 9,9  | 9,9  | 9,8  | 9,8  | 9,5 b | 8,7   | 8,9 b | 8,7 b  | 8,5 b  | 8,3  | 8,0 b | 8,1 b  | 8,1  | 8,3 b  | 8,1 e  | 7,8 bep | 7,0 ep | 7,4 bep |
| 1   | Suedia            | 3,1   | 3,1    | 3,1   | 3,6   | 3,7   | 3,6   | 3,8   | 3,2   | 3,1    | 2,8   | 2,5   | 2,5   | 2,6  | 2,9  | 3,1  | 2,8  | 2,0  | 2,1  | 1,9   | 1,4   | 1,7   | 1,2    | 0,8    | 0,9  | 0,8   | 1,0    | 1,1  | 1,6    | 1,9    | 1,5     | 0,6    | 0,7     |
| 2   | România           | 9,9   | 7,9    | 7,2   | 6,7   | 6,6   | 7,0   | 7,2   | 6,9   | 6,0    | 5,2   | 4,9   | 5,1   | 5,4  | 5,6  | 5,6  | 5,5  | 5,6  | 5,9  | 5,8   | 4,9   | 4,4   | 4,8    | 4,5    | 4,0  | 3,4   | 3,4    | 3,2  | 3,5    | 3,7    | 3,5 e   | 3,2 e  | 3,5 e   |
| 3   | Malta             | 8,0   | 7,3 b  | 7,5   | 9,1   | 8,5   | 8,0   | 8,2   | 8,2   | 8,1    | 8,2   | 7,9   | 8,4   | 8,4  | 8,9  | 8,6  | 8,1  | 8,2  | 8,4  | 8,1   | 7,7   | 7,9   | 7,8    | 8,2    | 7,3  | 7,2   | 5,6    | 4,9  | 5,3    | 5,2    | 5,3     | 4,5    | 4,6     |
| 4   | Croația           | 5,4 e | 3,7 e  | 3,4 e | 3,3 e | 3,1 e | 3,1 e | 3,3 e | 3,8 e | 3,9 e  | 4,0 e | 4,3 e | 4,4 b | 4,6  | 5,1  | 5,1  | 5,1  | 5,3  | 5,9  | 5,6   | 5,1   | 5,0   | 5,3    | 5,0    | 4,5  | 4,4   | 4,6    | 4,7  | 5,1    | 4,8    | 4,8     | 4,5    | 4,8     |
| 5   | Lituania          | 11,7  | 12,1   | 7,0   | 5,1   | 4,9   | 5,0   | 6,8   | 6,4   | 4,6    | 4,0   | 2,9   | 3,8   | 4,2  | 4,5  | 4,9  | 5,6  | 5,9  | 6,0  | 5,6   | 4,0   | 3,4   | 3,5    | 3,7    | 3,6  | 3,9   | 4,3    | 4,7  | 5,0    | 5,3    | 5,3     | 4,9    | 5,1     |
| 6   | Portugalia        | 6,8   | 6,1    | 5,8   | 5,6   | 5,8   | 6,1   | 5,9   | 6,1   | 6,6    | 7,4   | 8,0   | 7,3   | 7,7  | 8,5  | 7,9  | 8,8  | 7,8  | 7,5  | 6,7   | 6,2   | 6,2   | 6,4    | 6,5    | 6,4  | 6,0   | 6,5    | 6,9  | 9,4    | 6,7    | 6,2     | 5,3    | 5,1 bp  |
| 7   | Spania            | 6,7   | 6,8    | 7,1   | 6,7   | 7,2   | 7,5   | 7,2   | 7,6   | 7,8    | 8,3   | 8,6   | 8,5   | 8,8  | 8,9  | 9,1  | 9,3  | 9,0  | 9,1  | 8,2   | 7,3   | 6,9   | 7,0    | 6,8    | 6,3  | 6,3   | 6,5    | 6,3  | 6,6    | 6,4    | 6,0     | 5,0    | 5,3     |
| 8   | Ungaria           | 8,9   | 8,3    | 7,3   | 7,2   | 7,1   | 7,0   | 7,5   | 7,4   | 7,2    | 7,5   | 7,3   | 7,4   | 7,3  | 7,4  | 7,4  | 7,1  | 7,2  | 7,0  | 6,6   | 6,2   | 6,2   | 6,2    | 5,8 b  | 5,6  | 5,5   | 5,8    | 6,0  | 6,2    | 6,2    | 6,2     | 5,8    | 5,9     |
| 9   | Franța            | 9,1   | 9,5    | 9,4   | 8,9   | 8,8   | 8,8   | 9,0   | 8,8   | 9,0    | 8,8   | 8,9   | 8,7   | 8,4  | 8,3  | 8,2  | 8,2  | 8,0  | 7,8  | 7,7   | 7,5   | 7,4   | 7,0    | 6,9    | 6,9  | 6,4 b | 6,5    | 6,6  | 6,8    | 6,5    | 6,4 p   | 5,6 p  | 6,0 p   |
| 10  | Slovacia          | 12,2  | 10,2   | 9,0   | 8,4   | 8,0   | 8,2   | 8,1   | 8,1   | 7,8    | 7,7   | 7,4   | 7,9   | 7,6  | 7,7  | 7,9  | 8,6  | 8,0  | 7,7  | 8,0   | 7,3   | 7,6   | 7,3    | 6,6    | 6,4  | 6,5   | 6,5    | 6,6  | 6,8    | 6,9    | 6,4     | 5,4    | 6,2     |
| 11  | Slovenia          | 7,2   | 6,4    | 6,3   | 6,5   | 6,6   | 6,9   | 6,9   | 7,1   | 6,9    | 6,5   | 6,4   | 7,0   | 6,5  | 6,5  | 6,6  | 6,7  | 6,8  | 6,7  | 7,2 b | 6,1 b | 6,2   | 6,2    | 5,9    | 6,4  | 8,5   | 8,6    | 9,1  | 9,1    | 9,1    | 6,7     | 6,1    | 6,2     |
| 12  | Bulgaria          | 9,6   | 7,5    | 7,1   | 7,0   | 6,5   | 6,7   | 6,9   | 6,5   | 6,0    | 5,2   | 5,0   | 5,8   | 5,5  | 6,3  | 6,1  | 6,1  | 6,7  | 7,1  | 7,2   | 6,0   | 6,5   | 7,7    | 7,1    | 6,6  | 6,9   | 7,4    | 6,9  | 7,2    | 6,6    | 6,5     | 5,6    | 6,6     |
| 13  | Italia            | 9,2   | 9,0    | 9,0   | 9,1   | 8,8   | 9,1   | 9,0   | 9,3   | 9,5    | 9,5   | 9,6   | 9,4   | 9,4  | 9,9  | 9,8  | 9,8  | 9,6  | 9,8  | 9,2   | 8,2   | 8,3   | 8,2    | 8,0    | 7,0  | 6,6   | 6,8    | 6,8  | 7,0    | 6,6    | 6,6 b   | 6,0    | 6,7     |
| 14  | Grecia            | 10,2  | 10,1   | 10,1  | 10,0  | 10,2  | 10,3  | 10,6  | 11,0  | 11,5   | 11,4  | 11,7  | 11,7  | 11,7 | 12,1 | 12,1 | 12,4 | 12,0 | 12,4 | 11,9  | 11,2  | 10,6  | 10,4   | 10,1   | 9,5  | 9,4   | 8,7    | 8,5  | 8,9    | 8,6    | 7,9     | 6,7    | 7,1     |
| 15  | Letonia           | 5,2   | 4,4    | 2,4   | 1,2   | -0,8  | -0,9  | -0,9  | -0,4  | -0,2   | 1,0   | -0,7  | -0,6  | 0,1  | 0,4  | 2,0  | 2,3  | 2,2  | 2,7  | 2,3   | 3,4   | 4,9   | 4,4    | 3,7    | 4,3  | 6,3   | 5,7    | 4,8  | 4,2    | 5,8    | 4,9     | 6,0    | 7,1     |
| 16  | Austria           | 8,8   | 8,3    | 8,6   | 7,7   | 8,6   | 7,7   | 8,3   | 7,7   | 8,1    | 7,7   | 8,5   | 7,1   | 9,2  | 9,6  | 8,7  | 9,3  | 10,1 | 10,1 | 9,2   | 8,9   | 8,0   | 8,3    | 9,0    | 9,0  | 8,3   | 8,6    | 8,6  | 9,2    | 9,8    | 9,6     | 7,8    | 7,6     |
| 17  | Danemarca         | 15,6  | 17,5   | 16,5  | 16,6  | 17,2  | 16,6  | 18,9  | 17,1  | 16,3   | 15,8  | 14,9  | 15,1  | 15,0 | 15,9 | 14,8 | 13,9 | 15,3 | 14,5 | 13,5  | 12,7  | 12,5  | 11,5   | 10,5   | 10,7 | 10,1  | 9,4    | 9,9  | 9,4    | 9,7    | 8,8     | 8,0    | 8,1     |
| 18  | Finlanda          | 9,3   | 6,4    | 7,2   | 7,5   | 9,9   | 9,4   | 9,3   | 9,9   | 9,6    | 9,4   | 9,1   | 9,9   | 10,1 | 11,5 | 10,5 | 8,1  | 9,6  | 11,1 | 9,0   | 6,0   | 9,6   | 8,3    | 6,9    | 8,2  | 7,3   | 7,4    | 8,5  | 8,4    | 10,3   | 8,8     | 7,2    | 8,9     |
| 19  | Germania          | 16,4  | 14,9   | 14,1  | 13,9  | 13,7  | 13,6  | 13,9  | 13,4  | 13,1   | 12,7  | 12,9  | 12,9  | 13,0 | 12,9 | 12,6 | 12,3 | 12,3 | 12,1 | 12,0  | 11,1  | 11,7  | 11,5 b | 11,5   | 11,7 | 11,2  | 11,1   | 11,1 | 10,9   | 10,5   | 9,8     | 9,0    | 9,4     |
| 20  | Belgia            | 14,7  | 14,9   | 14,8  | 14,6  | 15,0  | 15,2  | 15,6  | 14,8  | 15,2   | 14,7  | 14,8  | 14,6  | 14,4 | 14,4 | 14,5 | 14,1 | 13,7 | 13,3 | 13,3  | 12,0  | 12,6  | 11,5 b | 11,2 b | 11,1 | 10,5  | 10,9   | 10,7 | 10,6   | 10,7   | 10,5    | 9,6    | 9,9     |
| 21  | Polonia           | 11,7  | 11,6   | 11,8  | 11,5  | 11,4  | 11,1  | 11,0  | 10,8  | 9,8    | 9,6   | 9,4 b | 9,6   | 9,1  | 9,4  | 9,3  | 9,3  | 9,8  | 10,0 | 9,8   | 9,4   | 9,9 b | 9,7    | 9,5    | 9,3  | 9,2   | 9,4    | 9,5  | 9,9    | 9,9 e  | 9,8 e   | 9,3 ep | 10,1 ep |
| 22  | Cipru             | 10,7  | 11,5   | 11,9  | 11,9  | 12,0  | 11,8  | 12,1  | 12,1  | 12,5   | 12,7  | 13,1  | 13,1  | 13,1 | 13,6 | 13,6 | 13,4 | 13,6 | 13,7 | 13,6  | 12,9  | 12,2  | 11,5   | 10,7   | 9,8  | 10,4  | 10,5   | 11,2 | 11,3   | 11,1   | 11,0    | 9,7    | 10,1    |
| 23  | Țările de Jos     | 15,6  | 16,0   | 16,0  | 15,9  | 15,9  | 15,9  | 16,5  | 15,9  | 15,9   | 15,0  | 14,8  | 14,7  | 14,5 | 14,5 | 14,6 | 14,2 | 13,9 | 13,7 | 13,7  | 13,2  | 13,8  | 13,0   | 12,7   | 12,6 | 12,1  | 12,5   | 12,4 | 12,2   | 11,8   | 11,4    | 10,1   | 10,2    |
| 24  | Estonia           | 23,4  | 21,7   | 16,1  | 12,1  | 13,1  | 11,7  | 12,3  | 12,1  | 10,6   | 10,1  | 9,2   | 9,4   | 9,2  | 11,0 | 10,8 | 12,2 | 10,6 | 13,7 | 11,2  | 8,9   | 11,8  | 12,1   | 12,5   | 14,6 | 15,9  | 13,2 b | 14,9 | 16,2   | 17,0   | 12,0    | 10,5   | 11,7    |
| 25  | Cehia             | 18,7  | 16,8   | 16,2  | 15,5  | 14,7  | 14,6  | 15,0  | 14,6  | 14,1   | 13,1  | 14,0  | 14,0  | 13,7 | 14,1 | 14,2 | 14,0 | 14,2 | 14,3 | 13,6  | 12,6  | 12,9  | 12,7   | 12,2   | 11,8 | 11,6  | 11,7   | 11,9 | 12,1   | 12,4   | 12,5    | 11,7   | 12,2 b  |
| 26  | Irlanda           | 17,9  | 17,9   | 17,7  | 18,0  | 18,3  | 18,8  | 19,2  | 19,3  | 19,7   | 19,9  | 20,7  | 21,3  | 20,5 | 20,4 | 19,4 | 19,6 | 19,1 | 18,1 | 17,4  | 15,7  | 15,9  | 14,7   | 14,6   | 14,7 | 14,4  | 15,0   | 15,1 | 15,4   | 15,1 e | 14,4 e  | 13,5   | 14,1    |
| 27  | Luxemburg         | 34,4  | 35,4   | 33,3  | 32,9  | 31,0  | 24,8  | 24,6  | 22,9  | 21,1   | 22,0  | 22,9  | 24,0  | 25,7 | 26,5 | 29,3 | 29,5 | 28,7 | 27,4 | 26,7  | 25,0  | 26,1  | 25,0   | 23,7 b | 21,9 | 20,8  | 19,9   | 19,1 | 19,5 b | 20,0   | 19,7    | 16,2   | 16,7    |

| Loc | Țară     | 1990 | 1991 | 1992 | 1993 | 1994 | 1995 | 1996 | 1997 | 1998 | 1999 | 2000 | 2001 | 2002 | 2003 | 2004 | 2005 | 2006 | 2007 | 2008 | 2009 | 2010 | 2011  | 2012 | 2013 | 2014 | 2015 | 2016 | 2017 | 2018 | 2019 | 2020 | 2021 |
| --- | -------- | ---- | ---- | ---- | ---- | ---- | ---- | ---- | ---- | ---- | ---- | ---- | ---- | ---- | ---- | ---- | ---- | ---- | ---- | ---- | ---- | ---- | ----- | ---- | ---- | ---- | ---- | ---- | ---- | ---- | ---- | ---- | ---- |
| -   | Elveția  | 8,4  | 8,1  | 8,2  | 7,7  | 7,7  | 7,7  | 7,5  | 7,6  | 7,9  | 8,0  | 8,9  | 8,2  | 7,6  | 7,7  | 7,6  | 7,6  | 7,7  | 7,6  | 7,5  | 7,1  | 7,3  | 6,9 b | 6,9  | 7,0  | 6,6  | 6,3  | 6,3  | 6,2  | 6,0  | 5,9  | 5,2  | 5,3  |
| -   | Norvegia | 9,9  | 8,9  | 8,6  | 8,7  | 9,6  | 8,6  | 9,4  | 9,6  | 9,0  | 8,9  | 8,3  | 8,1  | 7,5  | 7,3  | 7,4  | 7,7  | 7,2  | 7,5  | 6,8  | 5,5  | 6,7  | 6,2   | 6,7  | 6,6  | 7,3  | 8,3  | 8,0  | 8,0  | 7,8  | 7,0  | 5,7  | 6,3  |
| -   | Islanda  | 53,0 | 51,7 | 50,7 | 50,4 | 49,8 | 50,0 | 50,1 | 50,3 | 50,5 | 50,8 | 50,4 | 49,2 | 49,0 | 48,6 | 48,7 | 47,6 | 48,8 | 48,3 | 48,5 | 47,0 | 46,8 | 46,0  | 45,8 | 45,5 | 45,2 | 45,2 | 45,1 | 44,8 | 44,2 | 41,9 | 38,8 | 38,9 |

b - întrerupere în seriile temporale

e - date estimate

p - date provizorii

bp - întrerupere în seriile temporale, date provizorii

ep - date estimate, date provizorii

bep - întrerupere în seriile temporale, date estimate, date provizorii

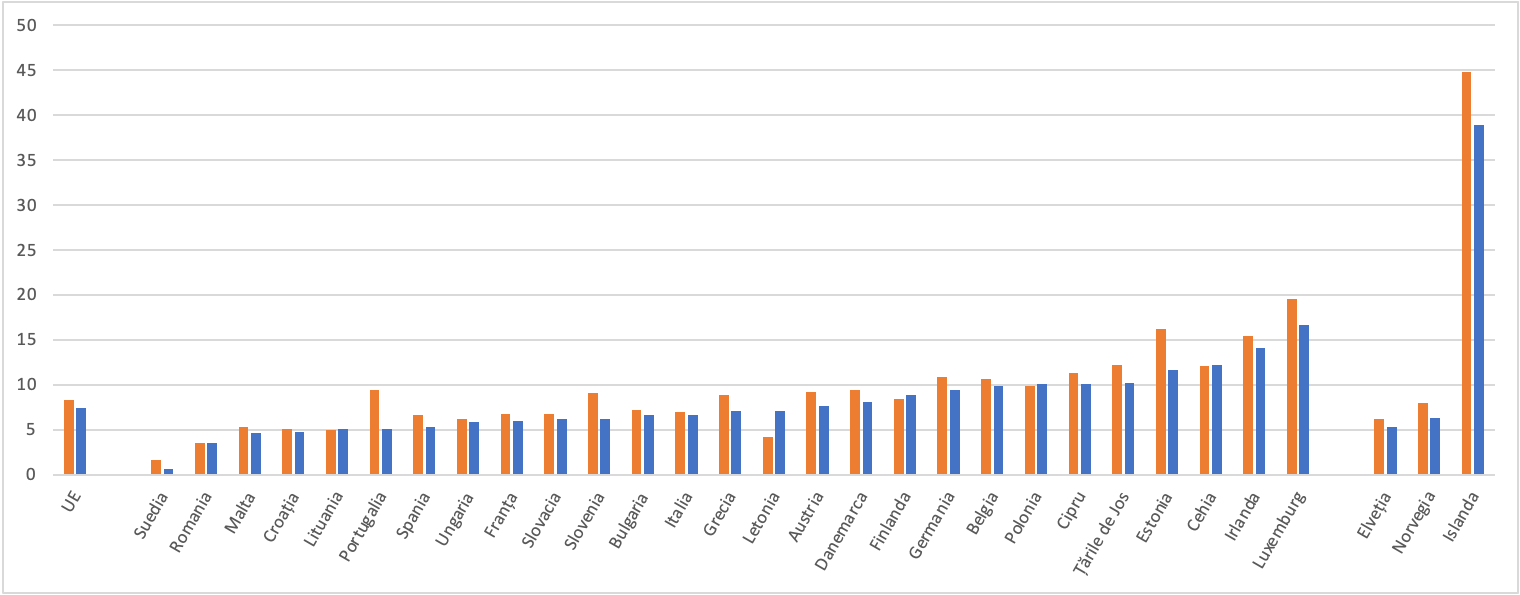
2016
2021
Sursa: Eurostat (online data code: sdg_13_10)

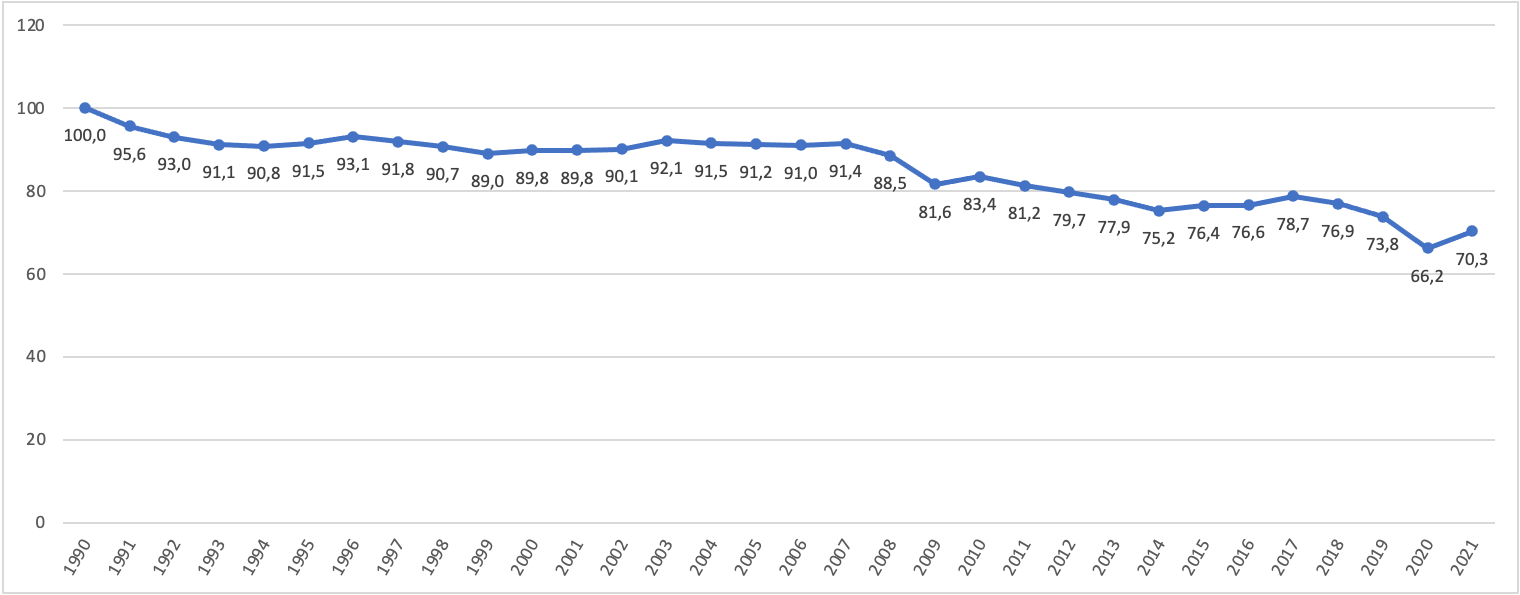
Emisii nete de gaze cu efect de seră, UE, 1990–2021
(indice 1990 = 100)
Emisii GES
Sursa: Eurostat (online data code: sdg_13_10)

Sursa: Eurostat (online data code: sdg_13_10

### Emisii nete de gaze cu efect de seră din utilizarea terenurilor și silvicultură

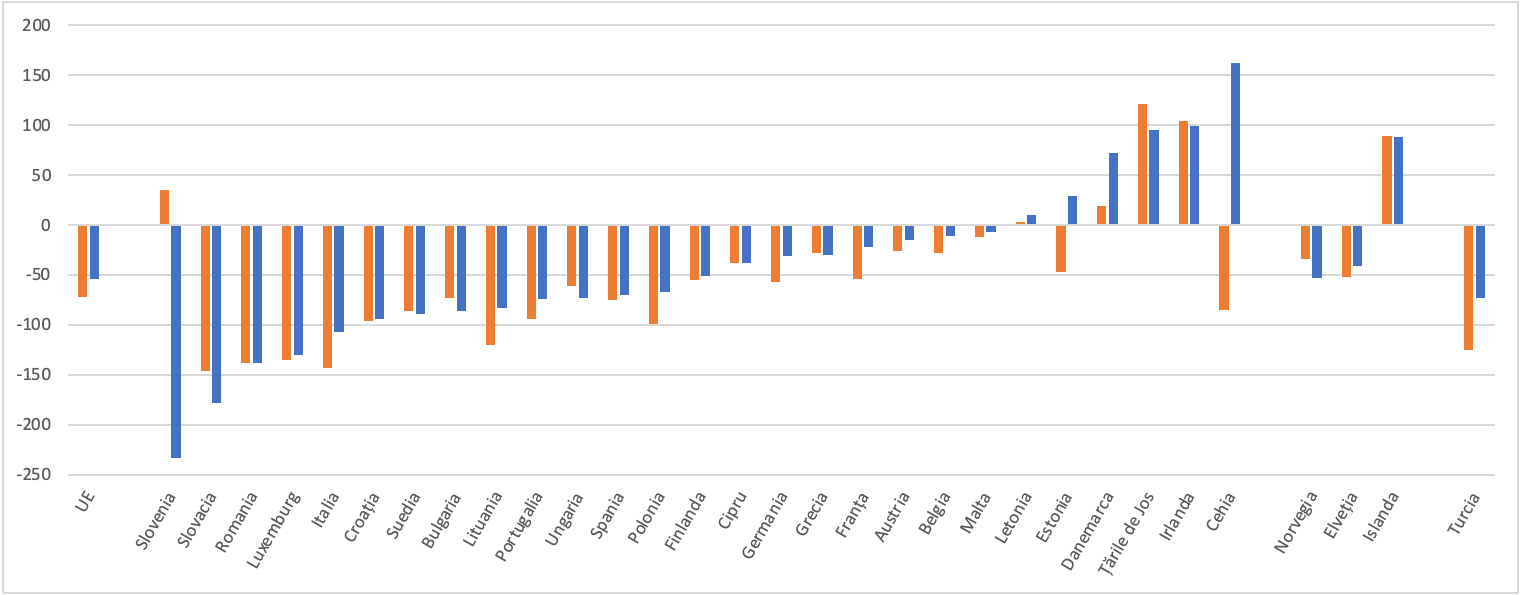
2016
2021
Sursa: Eurostat (online data code: sdg_13_21)

Acest indicator măsoară eliminările nete de carbon din sectorul utilizării terenurilor, schimbării utilizării terenurilor și silvicultură (Land Use, Land Use Change and Forestry - LULUCF), luând în considerare atât emisiile, cât și eliminările din sector. Indicatorul este exprimat ca echivalent CO2 folosind potențialul de încălzire globală (Global Warming Potential - GWP) al fiecărui gaz. Datele privind emisiile și eliminările, cunoscute sub numele de „inventare de GES”, sunt transmise anual de către statele membre UE și Convenția-cadru a Națiunilor Unite privind schimbările climatice (United Nations Framework Convention on Climate Change - UNFCCC). Agenția Europeană de Mediu compilează datele agregate ale UE și publică date pentru UE și pentru toate statele membre. Eurostat republică datele AEM.
| Loc | Țară              | 2012   | 2013   | 2014   | 2015   | 2016   | 2017   | 2018   | 2019   | 2020   |
|     |                   |        |        |        |        |        |        |        |        |        |
| --- | ----------------- | ------ | ------ | ------ | ------ | ------ | ------ | ------ | ------ | ------ |
| -   | Uniunea Europeană | -77,5  | -77,6  | -73,4  | -71,7  | -70,3  | -57,7  | -59,3  | -56,1  | -54,3  |
| 1   | Slovenia          | -343,3 | -266,7 | 30,2   | 35,2   | 43,1   | 49,8   | 52,4   | -241,1 | -233,6 |
| 2   | Slovacia          | -162,0 | -175,8 | -135,5 | -145,8 | -147,5 | -145,2 | -126,7 | -140,5 | -178,4 |
| 3   | România           | -129,4 | -130,8 | -142,9 | -138,3 | -146,4 | -136,4 | -124,6 | -119,5 | -138,0 |
| 4   | Luxemburg         | -117,2 | -185,4 | -154,3 | -135,2 | -173,7 | -123,2 | -53,5  | -101,6 | -129,8 |
| 5   | Italia            | -81,1  | -131,2 | -134,2 | -142,7 | -133,2 | -65,8  | -117,6 | -134,7 | -107,3 |
| 6   | Croația           | -91,4  | -103,7 | -101,4 | -95,9  | -95,6  | -86,2  | -92,3  | -94,6  | -93,8  |
| 7   | Suedia            | -97,1  | -92,4  | -92,0  | -86,0  | -86,9  | -77,7  | -77,1  | -82,1  | -88,9  |
| 8   | Bulgaria          | -75,9  | -65,9  | -77,2  | -72,8  | -89,0  | -88,4  | -90,5  | -90,0  | -86,5  |
| 9   | Lituania          | -153,2 | -144,0 | -129,9 | -120,2 | -109,2 | -99,5  | -97,3  | -81,2  | -82,8  |
| 10  | Portugalia        | -94,5  | -81,1  | -103,7 | -94,6  | -48,9  | 110,4  | -72,6  | -85,3  | -73,7  |
| 11  | Ungaria           | -49,4  | -41,4  | -52,5  | -60,8  | -48,3  | -55,0  | -47,7  | -52,8  | -73,4  |
| 12  | Spania            | -68,5  | -66,4  | -70,2  | -75,0  | -74,8  | -75,3  | -75,4  | -73,3  | -70,3  |
| 13  | Polonia           | -131,2 | -138,8 | -113,8 | -98,7  | -122,7 | -126,0 | -124,1 | -65,2  | -67,2  |
| 14  | Finlanda          | -72,7  | -54,2  | -61,6  | -55,4  | -52,2  | -48,1  | -21,8  | -40,2  | -51,1  |
| 15  | Cipru             | -35,5  | -38,2  | -38,4  | -38,6  | 1,8    | -39,0  | -37,7  | -37,7  | -37,7  |
| 16  | Germania          | -72,8  | -65,3  | -63,3  | -57,1  | -62,8  | -61,8  | -56,1  | -41,6  | -31,5  |
| 17  | Grecia            | -23,4  | -12,0  | -1,0   | -28,2  | -26,4  | -24,7  | -30,6  | -23,3  | -30,0  |
| 18  | Franța            | -64,2  | -69,8  | -60,2  | -54,2  | -40,0  | -26,2  | -22,1  | -19,2  | -21,9  |
| 19  | Austria           | -41,8  | -30,3  | -28,4  | -26,2  | -24,4  | -33,3  | -37,4  | -31,3  | -14,9  |
| 20  | Belgia            | -8,8   | -29,9  | -29,3  | -27,7  | -24,6  | -20,6  | -19,4  | -15,4  | -11,0  |
| 21  | Malta             | -5,7   | -5,1   | -13,3  | -12,0  | -12,0  | -6,0   | -3,5   | -4,4   | -7,0   |
| 22  | Letonia           | -56,5  | -36,8  | 22,6   | 2,9    | -25,5  | -48,0  | -8,9   | -37,3  | 10,0   |
| 23  | Estonia           | -78,2  | -47,7  | -37,1  | -46,9  | -46,2  | -27,9  | -31,7  | -7,4   | 28,6   |
| 24  | Danemarca         | 34,2   | 25,7   | 42,3   | 18,5   | 43,9   | 42,4   | 87,1   | 67,4   | 72,4   |
| 25  | Țările de Jos     | 130,9  | 123,9  | 120,7  | 120,9  | 120,4  | 99,7   | 98,1   | 95,9   | 94,5   |
| 26  | Irlanda           | 89,0   | 98,7   | 94,8   | 103,9  | 93,5   | 117,7  | 97,9   | 98,5   | 99,0   |
| 27  | Cehia             | -94,8  | -86,6  | -85,6  | -84,7  | -73,5  | -52,2  | 17,8   | 104,4  | 161,9  |

| Loc | Țară     | 2012  | 2013  | 2014  | 2015   | 2016   | 2017   | 2018   | 2019   | 2020  |
| --- | -------- | ----- | ----- | ----- | ------ | ------ | ------ | ------ | ------ | ----- |
| -   | Norvegia | -55,6 | -56,9 | -47,1 | -34,1  | -33,4  | -36,1  | -38,0  | -42,7  | -52,9 |
| -   | Elveția  | -60,3 | -49,0 | -7,3  | -52,5  | -51,6  | -45,9  | -21,9  | -51,2  | -41,3 |
| -   | Islanda  | 89,3  | 89,1  | 88,9  | 88,7   | 88,4   | 88,0   | 87,8   | 87,8   | 87,7  |
|     |          |       |       |       |        |        |        |        |        |       |
| -   | Turcia   | -95,9 | -98,6 | -99,8 | -125,0 | -123,0 | -127,9 | -121,0 | -107,7 | -73,0 |

Sursa: Eurostat (online data code: sdg_13_21)

### Pierderi economice legate de climă

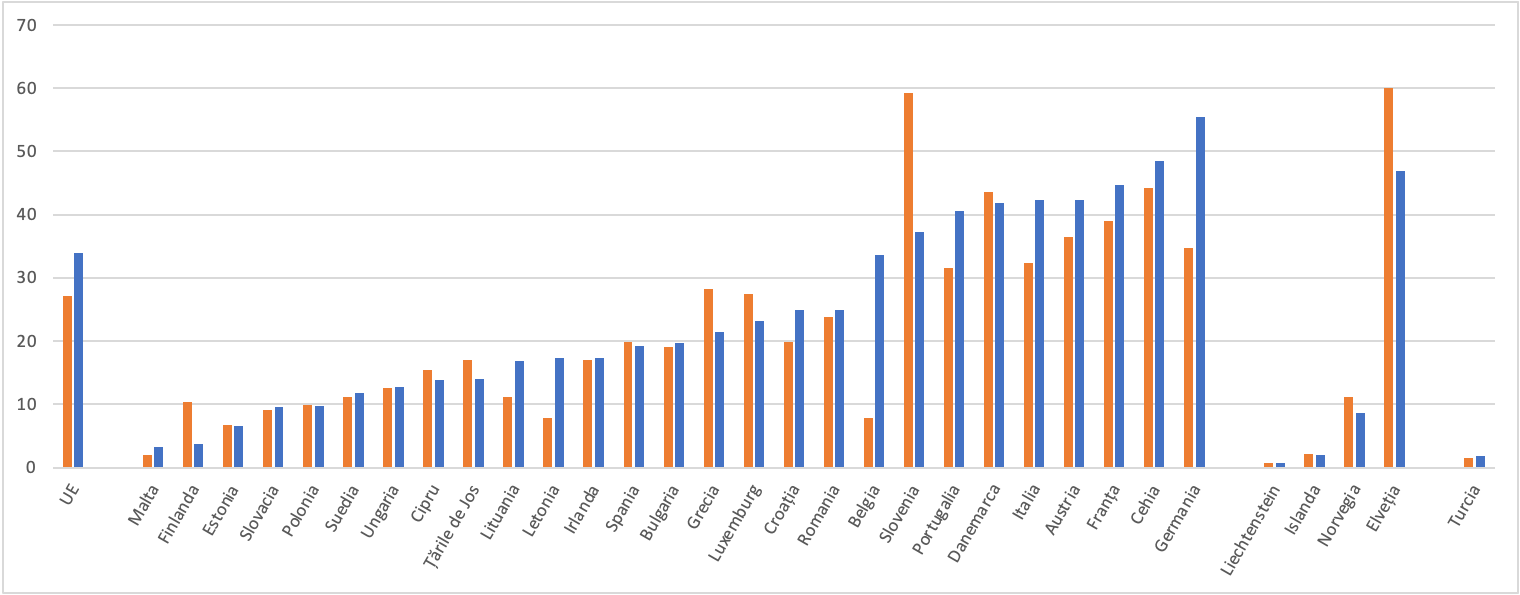
2016
2021
Sursa: Eurostat (online data code: sdg_13_40)

Acest indicator prezintă pierderile monetare totale cauzate de evenimentele meteorologice și climatice. Agenția Europeană de Mediu (AEM) compilează datele agregate ale UE din CATDAT al RiskLayer. Eurostat republică datele AEM. Datorită variabilității valorilor anuale, datele sunt prezentate și ca o medie mobilă pe 30 de ani pentru a facilita analiza tendințelor istorice.
| Loc | Țară              | 2013 | 2014 | 2015 | 2016 | 2017 | 2018 | 2019 | 2020 | 2021 |
|     |                   |      |      |      |      |      |      |      |      |      |
| --- | ----------------- | ---- | ---- | ---- | ---- | ---- | ---- | ---- | ---- | ---- |
| -   | Uniunea Europeană | 26,0 | 26,2 | 26,7 | 27,1 | 28,1 | 29,6 | 31,0 | 29,9 | 33,9 |
| 1   | Malta             | 2,1  | 2,0  | 2,0  | 1,9  | 1,9  | 1,8  | 3,4  | 3,3  | 3,3  |
| 2   | Finlanda          | 12,5 | 10,4 | 10,4 | 10,4 | 2,9  | 2,9  | 2,9  | 3,4  | 3,7  |
| 3   | Estonia           | 6,6  | 6,7  | 6,7  | 6,7  | 6,6  | 6,6  | 6,6  | 6,6  | 6,6  |
| 4   | Slovacia          | 9,1  | 9,1  | 9,1  | 9,1  | 9,1  | 9,1  | 9,2  | 9,4  | 9,6  |
| 5   | Polonia           | 11,0 | 11,0 | 9,9  | 9,9  | 9,4  | 9,5  | 9,5  | 9,6  | 9,7  |
| 6   | Suedia            | 10,7 | 11,4 | 11,4 | 11,2 | 11,1 | 11,2 | 11,6 | 11,7 | 11,8 |
| 7   | Ungaria           | 20,8 | 20,9 | 20,9 | 12,6 | 12,6 | 12,7 | 12,7 | 12,7 | 12,8 |
| 8   | Cipru             | 7,8  | 7,9  | 8,0  | 15,4 | 15,2 | 14,2 | 14,0 | 13,8 | 13,9 |
| 9   | Țările de Jos     | 15,0 | 15,1 | 15,4 | 17,1 | 17,0 | 17,7 | 17,7 | 12,9 | 14,1 |
| 10  | Lituania          | 10,8 | 10,9 | 11,0 | 11,2 | 16,7 | 16,9 | 16,9 | 16,9 | 16,9 |
| 11  | Letonia           | 7,6  | 7,7  | 7,8  | 7,8  | 15,0 | 16,9 | 17,0 | 17,2 | 17,3 |
| 12  | Irlanda           | 13,1 | 16,0 | 17,4 | 17,1 | 18,7 | 17,4 | 17,5 | 17,6 | 17,4 |
| 13  | Spania            | 22,0 | 19,5 | 19,6 | 19,8 | 18,5 | 19,6 | 21,1 | 17,4 | 19,2 |
| 14  | Bulgaria          | 9,9  | 14,3 | 18,9 | 19,0 | 19,2 | 19,3 | 19,4 | 19,6 | 19,7 |
| 15  | Grecia            | 27,6 | 27,7 | 27,9 | 28,2 | 26,4 | 26,7 | 27,5 | 19,6 | 21,5 |
| 16  | Luxemburg         | 26,2 | 25,6 | 25,0 | 27,5 | 26,9 | 26,4 | 33,7 | 14,7 | 23,3 |
| 17  | Croația           | 13,1 | 18,2 | 19,6 | 19,8 | 21,1 | 23,7 | 23,8 | 24,4 | 24,9 |
| 18  | România           | 17,8 | 18,7 | 23,6 | 23,8 | 24,0 | 24,3 | 24,4 | 25,2 | 24,9 |
| 19  | Belgia            | 7,6  | 7,9  | 7,8  | 7,8  | 7,8  | 7,8  | 7,8  | 5,1  | 33,7 |
| 20  | Slovenia          | 47,6 | 59,3 | 59,3 | 59,2 | 59,2 | 59,0 | 61,3 | 37,4 | 37,3 |
| 21  | Portugalia        | 31,5 | 31,7 | 30,7 | 31,6 | 38,2 | 38,7 | 40,5 | 40,7 | 40,6 |
| 22  | Danemarca         | 44,0 | 44,2 | 43,9 | 43,6 | 43,3 | 43,6 | 43,4 | 42,0 | 41,8 |
| 23  | Italia            | 29,5 | 29,9 | 31,5 | 32,3 | 35,0 | 37,9 | 41,0 | 41,9 | 42,3 |
| 24  | Austria           | 37,0 | 36,7 | 36,8 | 36,4 | 38,8 | 39,9 | 41,8 | 40,7 | 42,4 |
| 25  | Franța            | 37,2 | 38,2 | 37,9 | 39,0 | 40,5 | 41,5 | 42,7 | 42,7 | 44,8 |
| 26  | Cehia             | 44,1 | 44,1 | 44,0 | 44,2 | 45,5 | 45,7 | 45,6 | 45,8 | 48,4 |
| 27  | Germania          | 33,2 | 33,3 | 33,6 | 34,7 | 36,6 | 40,6 | 43,5 | 41,6 | 55,5 |

| Loc | Țară          | 2013 | 2014 | 2015 | 2016 | 2017 | 2018 | 2019 | 2020 | 2021 |
| --- | ------------- | ---- | ---- | ---- | ---- | ---- | ---- | ---- | ---- | ---- |
| -   | Liechtenstein | 0,8  | 0,8  | 0,8  | 0,8  | 0,8  | 0,8  | 0,8  | 0,7  | 0,7  |
| -   | Islanda       | 2,3  | 2,2  | 2,2  | 2,2  | 2,1  | 2,1  | 2,0  | 2,0  | 2,0  |
| -   | Norvegia      | 11,0 | 10,9 | 10,8 | 11,2 | 9,2  | 9,5  | 9,5  | 8,0  | 8,6  |
| -   | Elveția       | 64,0 | 63,3 | 62,4 | 60,0 | 49,2 | 48,7 | 48,9 | 46,1 | 47,0 |
|     |               |      |      |      |      |      |      |      |      |      |
| -   | Turcia        | 1,5  | 1,5  | 1,5  | 1,5  | 1,6  | 1,6  | 1,6  | 1,7  | 1,9  |

Sursa: Eurostat (online data code: sdg_13_40)

### Populația acoperită de semnatarii Convenției Primarilor privind Clima și Energia

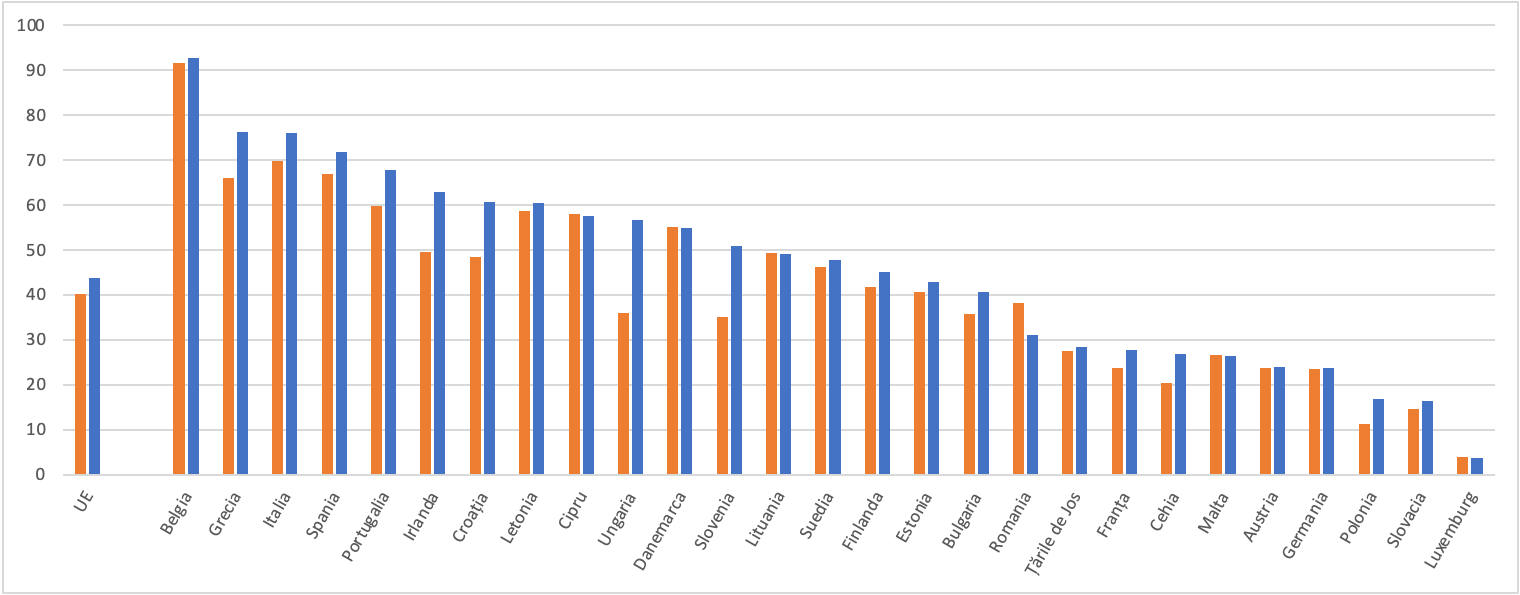
2017
2022
Sursa: Eurostat (online data code: sdg_13_60)

Convenția Primarilor privind Clima și Energia Arhivat în 22 august 2023, la Wayback Machine. din Europa, care face parte din Convenția Globală a Primarilor privind Clima și Energia, reprezintă o inițiativă în domeniul climei la mai multe niveluri de guvernare, cu membri de pe tot globul care se angajează să desfășoare acțiuni cuprinzătoare de atenuare și adaptare la schimbările climatice și acțiuni energetice, de planificare și stabilire a unui proces regulat de monitorizare a acțiunilor întreprinse și a numărului de cetățeni care trăiesc în comunitățile care acționează ca semnatari ai Convenției Primarilor din Europa, ca o reflectare a gradului de acoperire a inițiativei.
| Loc | Țară              | 2014   | 2015   | 2016 | 2017   | 2018   | 2019     | 2020    | 2021     | 2022     |
|     |                   |        |        |      |        |        |          |         |          |          |
| --- | ----------------- | ------ | ------ | ---- | ------ | ------ | -------- | ------- | -------- | -------- |
| -   | Uniunea Europeană | 34,8 b | 36,4 b | 38,7 | 40,1 b | 41,2 e | 42,2 bep | 43,0 ep | 44,3 bep | 43,8 bep |
| 1   | Belgia            | 64,0   | 78,1   | 92,3 | 91,6   | 91,5   | 89,5 b   | 92,8    | 94,5     | 92,6 p   |
| 2   | Grecia            | 48,6   | 55,9   | 63,6 | 66,0   | 67,6   | 66,4 b   | 67,3    | 72,6     | 76,3 ep  |
| 3   | Italia            | 60,1   | 62,3   | 64,2 | 69,7   | 70,7   | 73,5 b   | 74,6    | 75,4     | 75,9 p   |
| 4   | Spania            | 58,8   | 59,9   | 64,1 | 66,8   | 67,2   | 72,6 b   | 74,6    | 75,8     | 71,8 bp  |
| 5   | Portugalia        | 52,3   | 57,7   | 58,4 | 59,8   | 60,1   | 64,4 b   | 67,0    | 72,0 bp  | 67,7 bp  |
| 6   | Irlanda           | 26,6   | 32,9   | 50,1 | 49,5   | 48,9 e | 52,1 be  | 51,5    | 61,8     | 62,8     |
| 7   | Croația           | 41,4   | 42,5   | 43,0 | 48,4   | 48,9   | 51,1 b   | 52,9    | 56,4     | 60,6     |
| 8   | Letonia           | 53,1   | 53,2   | 58,4 | 58,6   | 58,7   | 59,9 b   | 59,9    | 61,4     | 60,4     |
| 9   | Cipru             | 58,4   | 58,7   | 58,5 | 57,9   | 57,2   | 58,8 b   | 58,2    | 58,4     | 57,6 p   |
| 10  | Ungaria           | 25,6   | 28,4   | 28,9 | 36,0   | 43,8   | 53,3 b   | 54,9    | 56,2     | 56,6 bp  |
| 11  | Danemarca         | 55,7   | 57,0   | 56,5 | 55,2   | 55,7   | 56,6 b   | 57,3    | 58,9     | 54,8     |
| 12  | Slovenia          | 35,1   | 35,1   | 35,2 | 35,1   | 36,7   | 45,3 b   | 47,8    | 50,6     | 50,9     |
| 13  | Lituania          | 50,7   | 51,2   | 52,8 | 49,3   | 49,3   | 49,4 b   | 49,6    | 51,2     | 49,2     |
| 14  | Suedia            | 44,5   | 44,9   | 46,1 | 46,1   | 48,9   | 48,4 b   | 48,7    | 48,7     | 47,7     |
| 15  | Finlanda          | 36,6   | 36,9   | 41,3 | 41,7   | 42,1   | 44,5 b   | 46,4    | 46,3     | 45,1     |
| 16  | Estonia           | 40,7   | 40,7 b | 40,7 | 40,6   | 42,5   | 42,7 b   | 42,7    | 43,4     | 42,9     |
| 17  | Bulgaria          | 35,2   | 35,4   | 36,5 | 35,8   | 36,0   | 36,1 b   | 36,3    | 36,8     | 40,6 b   |
| 18  | România           | 31,9   | 32,9   | 37,7 | 38,3   | 39,9   | 32,5 be  | 32,7 e  | 34,1 e   | 31,1 ep  |
| 19  | Țările de Jos     | 25,0   | 24,6   | 25,9 | 27,6   | 28,1   | 29,0 b   | 29,2    | 29,0     | 28,4     |
| 20  | Franța            | 23,4 b | 23,7   | 23,6 | 23,8   | 26,2   | 25,0 bp  | 25,3 p  | 27,7 p   | 27,7 p   |
| 21  | Cehia             | 3,0    | 15,2   | 16,4 | 20,3   | 20,4   | 21,3 b   | 22,3    | 25,8 b   | 26,8 b   |
| 22  | Malta             | 27,6   | 27,4   | 27,0 | 26,7   | 27,9   | 29,6 b   | 30,1    | 30,1     | 26,5 b   |
| 23  | Austria           | 23,0   | 23,3   | 23,6 | 23,8   | 23,9   | 23,9 b   | 24,0    | 24,0     | 23,9     |
| 24  | Germania          | 22,3   | 22,3   | 23,4 | 23,5   | 23,8   | 24,0 b   | 24,1    | 24,2     | 23,8     |
| 25  | Polonia           | 9,1    | 9,8    | 11,5 | 11,4   | 12,4 e | 13,1 be  | 15,1 ep | 15,4 ep  | 16,9 b   |
| 26  | Slovacia          | 10,6   | 10,6   | 14,5 | 14,7   | 15,7   | 19,0 b   | 19,1    | 19,1     | 16,5     |
| 27  | Luxemburg         | 0,4    | 0,4    | 4,0  | 3,9 b  | 3,8    | 7,3 b    | 7,3     | 7,2      | 3,8      |

b - întrerupere în seriile temporale

e - date estimate

p - date provizorii

bp - întrerupere în seriile temporale, date provizorii

ep - date estimate, date provizorii

be - întrerupere în seriile temporale, date estimate

bep - întrerupere în seriile temporale, date estimate, date provizorii

Sursa: Eurostat (online data code: sdg_13_60)

### Contribuția la angajamentul internațional de 100demiliardeUSD pentru cheltuielile legate de climă

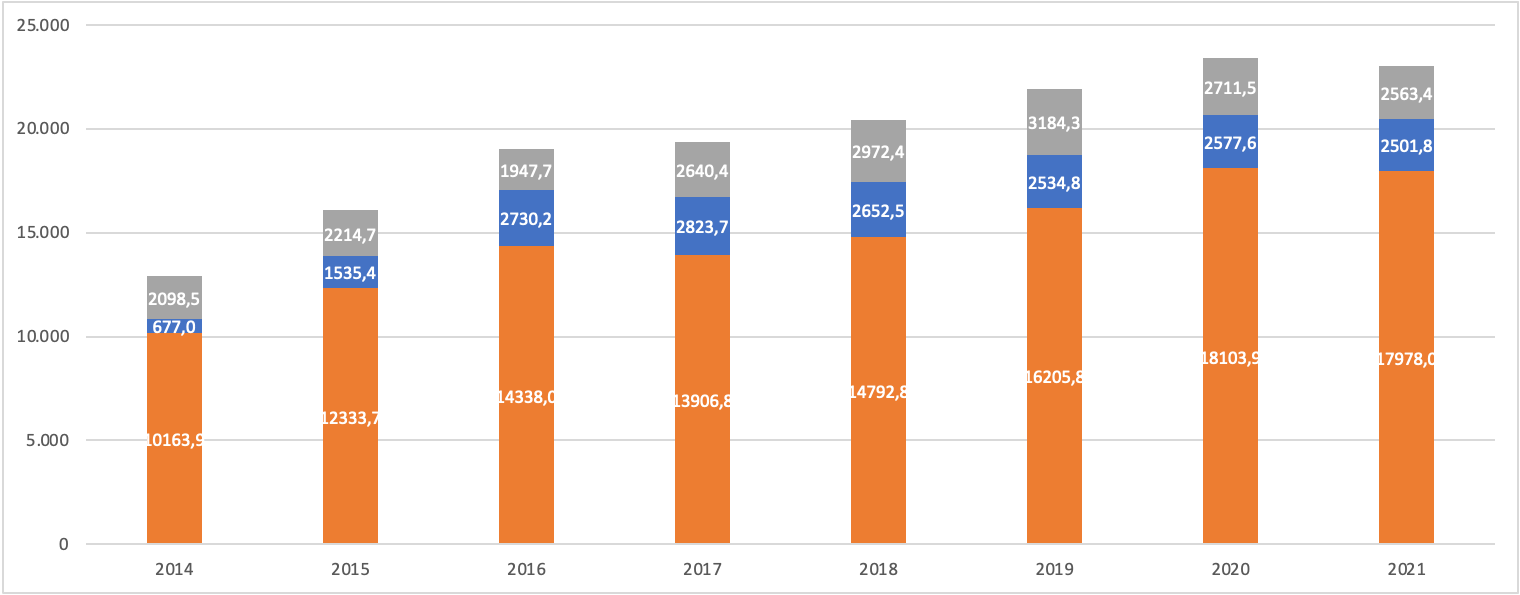
state membre UE
Comisia Europeană
Banca Europeană de Investiții
Sursa: Eurostat (online data code: sdg_13_50)

Intenția angajamentului internațional privind finanțarea schimbărilor climatice în temeiul Convenției-cadru a Națiunilor Unite privind schimbările climatice (UNFCCC) este de a permite și de a sprijini o acțiune consolidată a țărilor în curs de dezvoltare pentru a promova o dezvoltare cu emisii reduse și rezistentă la climă. Datele prezentate în această secțiune sunt raportate Comisiei Europene în conformitate cu Regulamentul Mecanismului de Monitorizare (Regulamentul (UE) 525/2013) pentru perioada până în 2019 și în conformitate cu Regulamentul privind guvernanța (Regulamentul (UE) 2018/1999) pentru anii următori.
| Loc | Țară              | 2014     | 2015     | 2016    | 2017     | 2018     | 2019     | 2020     | 2021    |
|     |                   |          |          |         |          |          |          |          |         |
| --- | ----------------- | -------- | -------- | ------- | -------- | -------- | -------- | -------- | ------- |
| -   | Uniunea Europeană | 10.163,9 | 12.333,7 | 14.338  | 13.906,8 | 14.792,8 | 16.205,8 | 18.103,9 | 17.978  |
| 1   | Germania          | 5.130,6  | 7.406,2  | 8.534,1 | 6.729,6  | 6.612    | 6.811,8  | 7.698,3  | 7.844,7 |
| 2   | Franța            | 2.921,4  | 2.792,8  | 3.334,8 | 4.377,4  | 5.088,8  | 5.958,8  | 6.715,5  | 5.781,8 |
| 3   | Suedia            | 384,8    | 341,4    | 402,4   | 515      | 608,6    | 708,9    | 507,5    | 1.004,6 |
| 4   | Italia            | 143,2    | 327,3    | 243     | 632,6    | 452      | 417,6    | 582,8    | 731,4   |
| 5   | Spania            | 498,8    | 466,7    | 595     | 529,1    | 694,9    | 740,1    | 529,8    | 726,7   |
| 6   | Țările de Jos     | 340      | 425,8    | 471,9   | 405,4    | 577,8    | 580,8    | 1.109,7  | 618,9   |
| 7   | Danemarca         | 222      | 143,8    | 173     | 181,7    | 198,2    | 246,9    | 272,7    | 386,1   |
| 8   | Belgia            | 142,7    | 46,8     | 100,9   | 104,9    | 80,7     | 99,7     | 119,3    | 282,6   |
| 9   | Austria           | 141,3    | 117,6    | 199,3   | 164,1    | 239,5    | 332,8    | 258      | 248,6   |
| 10  | Finlanda          | 132,3    | 115,4    | 43      | 119,4    | 46,6     | 146,8    | 125,5    | 146,5   |
| 11  | Irlanda           | 41,4     | 36       | 52,7    | 64,5     | 77,2     | 70,2     | 89,2     | 91,8    |
| 12  | Luxemburg         | 36,3     | 45,7     | 129,5   | 40,4     | 41       | 51,4     | 31,5     | 39,1    |
| 13  | Ungaria           | 2,7      | 41,3     | 35,3    | 14       | 3,1      | 3,4      | 11,8     | 19      |
| 14  | Cehia             | 7,7      | 8,2      | 7,6     | 7,1      | 7,2      | 7,5      | 12,2     | 11,5    |
| 15  | Slovacia          | 1,2      | 2,2      | 3       | 3,6      | 4,2      | 5,9      | 2,8      | 9,3     |
| 16  | Polonia           | 4,2      | 5,7      | 5,4     | 4,3      | 49,5     | 12,9     | 22,5     | 8,4     |
| 17  | Grecia            | 0        | 0,2      | 0,2     | 4,6      | 3,8      | 0,7      | 1,1      | 8,3     |
| 18  | România           | 0        | N/A      | 0,8     | 0,9      | 0        | 0,2      | 4,8      | 5       |
| 19  | Slovenia          | 2,4      | 2,4      | 3       | 3,8      | 4,4      | 5,8      | 1,7      | 4,9     |
| 20  | Lituania          | 0,3      | 0,4      | 0,5     | 1,5      | 0,8      | 2        | 2,7      | 3,3     |
| 21  | Estonia           | 0,5      | 1,2      | 0,4     | 0,6      | 1        | 0,5      | 2        | 2,8     |
| 22  | Portugalia        | 9,5      | 6,2      | 2       | 2,2      | 1,6      | 0,9      | 2,3      | 2,2     |
| 23  | Croația           | 0        | N/A      | N/A     | 0        | 0,1      | 0        | 0,1      | 0,2     |
| 24  | Malta             | 0,1      | 0,2      | 0,2     | 0,2      | 0,1      | 0,1      | 0,1      | 0,1     |
| 25  | Bulgaria          | 0,1      | 0,1      | N/A     | N/A      | 0        | N/A      | 0,1      | 0       |
| 26  | Cipru             | 0        | N/A      | N/A     | N/A      | N/A      | N/A      | 0        | 0       |
| 27  | Letonia           | 0,4      | 0        | 0       | N/A      | 0        | 0        | 0        | 0       |

| Loc | Țară                          | 2014     | 2015     | 2016    | 2017     | 2018     | 2019     | 2020     | 2021    |
| --- | ----------------------------- | -------- | -------- | ------- | -------- | -------- | -------- | -------- | ------- |
| -   | Total membri UE               | 10.163,9 | 12.333,7 | 14.338  | 13.906,8 | 14.792,8 | 16.205,8 | 18.103,9 | 17.978  |
| -   | Comisia Europeană             | 677      | 1.535,4  | 2.730,2 | 2.823,7  | 2.652,5  | 2.534,8  | 2.577,6  | 2.501,8 |
| -   | Banca Europeană de Investiții | 2.098,5  | 2.214,7  | 1.947,7 | 2.640,4  | 2.972,4  | 3.184,3  | 2.711,5  | 2.563,4 |

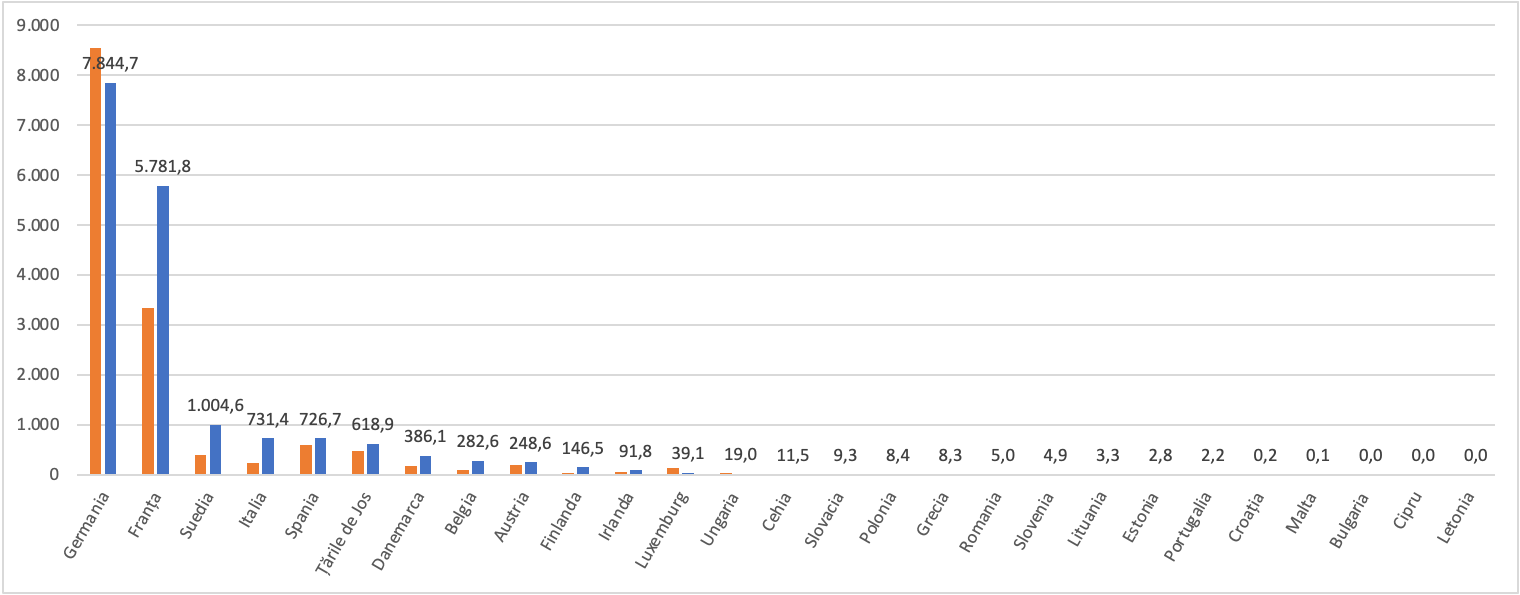
2016
2021
Sursa: Eurostat (online data code: sdg_13_50)

Sursa: Eurostat (online data code: sdg_13_50)